# Potentialfreier Kontakt
Ein potentialfreier Kontakt dient der Übertragung eines Zustandes zwischen elektrischen Geräten. Der Kontakt wird üblicherweise über ein Relais oder einen Optokoppler realisiert.
Dabei werden die elektrischen Stromkreise der zu verbindenden Geräte galvanisch voneinander abgekoppelt. Diese Lösung ist die einfachste und sicherste Methode, um z. B. digitale Datenpunkte elektrisch zu übertragen. 
Bei anderen Übergabeverfahren, z. B. der S0-Schnittstelle, muss beim Anschluss auf die Polung der Kontakte, die richtige Erdung, die Spannung (Gleichstrom/Wechselstrom) und den Stromfluss geachtet werden. Durch die elektrische Kopplung der Geräte kann bei Fehlfunktionen des einen Gerätes das andere Gerät gestört oder sogar zerstört werden.
Daher ist der potentialfreie Kontakt in der industriellen Automatisierungstechnik und in der Gebäudeautomatisierung auf Feldebene die bevorzugte Übertragungsart zwischen zwei Geräten.

## Anwendungsfälle
- Störmeldekontakte von Heizungs-, Lüftungs- und Kälteanlagen, Klimaanlagen, Frequenzumrichtern, Jalousie- und Rolladensteuerungen, …
- Meldekontakte von Alarmanlagen, Lichtsteuerungen, DDC-GA-Steuerungen
- Zählkontakte bei Wärmezählern, Wasserzählern und Gaszählern
- Kontakte an Sicherheitsschaltgeräten